# Orhan Çelebi
Orhan Çelebi (1412 – 29. května 1453) byl osmanský princ. Byl vnukem prince Sulejmana Çelebiho, který vládl evropské části říše, ale zemřel v boji o moc. Jeho otec, také Orhan, bojoval ve válce s Byzantskou říší, kde byl oslepen. Orhan poté odmalička žil na dvoře byzantského císaře jako rukojmí.

## Život
Oblast v okolí Strumy měl oficiálně pod správou sultán Murad II, skutečným vlastníkem však byl Orhan. Sultán za tyto pozemky posílal 3000 zlatých ročně Byzantské říši, aby je udržovala.
V roce 1440 byl jediným následníkem na osmanský trůn. Konkuroval mu pouze syn Murada II., Mehmed. Po smrti Murada v roce 1451 pak nastoupil Mehmed na trůn jako Mehmed II. Byzantský císař Konstantin XI. poslal Mehmedovi upozornění, že by měl za Orhana poslat peníze, které mu do té doby byli každoročně posílány. Zdůraznil také, že Orhan je jeden z dalších uchazečů o jeho trůn. Mehmed poté zaútočil na Konstantinopol a tento dopis bral jako záminku k útoku. Od dubna 1453 pak toto město obléhal.
Orhan se dobrovolně účastnil obrany města. Nechal postavit další hradby okolo moře; ty však Turci také zbourali, když pronikli do města. Orhan se poté snažil utéct v převleku za řeckého mnicha, ale byl zajat a popraven.

## Potomstvo
Orhan měl čtyři syny:
- Ali Šáh
- Jahan Šáh
- Vali Chán
- Buga Chán